# 假紫草属
假紫草属（学名：Arnebia），或稱软紫草属，是紫草科下的一个属，为一年生或多年生、被粗毛草本植物。该属共有25种，分布于地中海。